# Manuela Imaz
Manuela Eugenia Ímaz Olguín (Chilpancingo, Guerrero, México; 14 de junio de 1979) es una actriz mexicana.

## Biografía
Inició su carrera artística como presentadora de programas de televisión en el canal musical Telehit, ahí participó en los programas El Planeta de Cabeza y Zona Pública. 
En 1996 recibió su primera oportunidad para incursionar en el mundo de las telenovelas, con una participación especial en la telenovela La sombra del otro, en la que dio vida al papel de Lorna Madrigal, niña, que luego fue protagonizado por Edith González. 
El gran desempeño en su debut como actriz le valió para trabajar en la telenovela Amigas y rivales, en 2001, donde dio vida a Tamara de la Colina. Después, nuevamente bajo la batuta del productor de telenovelas Emilio Larrosa, participó en la historia titulada Las vías del amor, en 2002, en donde compartió créditos con importantes personalidades del medio artístico en México, tales como Enrique Rocha y Daniela Romo.
Después de poco más de un año de ausencia dentro de la pantalla chica debido al nacimiento de su primera hija, Alaia, en 2004 regresa a los melodramas en Corazones al límite, donde interpreta el personaje de Isadora.
En el mismo año se integró a la telenovela Apuesta por un amor, en la que dio vida a Gracia.
Tras dos años lejos de la pantalla chica, en 2006 regresó para actuar en Amar sin límites, interpretando a Cecilia.
En 2007 participó en la telenovela juvenil Muchachitas como tú.
En 2008 es invitada a formar parte del elenco del melodrama Al diablo con los guapos, al lado de Allison Lozz.
Entre 2009 y 2010 se integró en Sortilegio y Llena de amor.
En 2011 formó parte del elenco de Rafaela y un año después, en 2012, del elenco de Por ella soy Eva.
El 25 de marzo de 2013 dio a luz a su segunda hija, Manuela.

## Telenovelas
- Vencer la culpa  (2023) - Lorena Bastarrechea
- Por ella soy Eva (2012) - Patricia Lorca
- Rafaela (2011) - Arely
- Llena de amor (2010-2011) - Fabiola
- Sortilegio (2009) - Katia Alanís
- Al diablo con los guapos (2007-2008) - Marisela Echavarría
- Muchachitas como tú (2007) - Raquel Ortigosa
- Amar sin límites (2006-2007) - Cecilia Galindo
- Apuesta por un amor (2004-2005) - Gracia Ferrer
- Corazones al límite (2004) - Isadora Moret Rivadeneira
- Las vías del amor (2002-2003) - Rosaura Fernández López
- Amigas y rivales (2001) - Tamara de la Colina
- La sombra del otro (1996) - Lorna Madrigal Del Castillo (niña)

## Programas de televisión
- La rosa de Guadalupe .... Miranda
- Mujer, casos de la vida real